# Serie A 1953-1954 (rugby a 15)
La serie A 1953-54 fu il 24º campionato nazionale italiano di rugby a 15 di prima divisione.
Si tenne dal 18 ottobre 1953 al 20 giugno 1954 tra 10 squadre con la formula del girone unico a 10 squadre e, come nell'edizione precedente, necessitò di uno spareggio per determinare la squadra campione; di nuovo una delle due squadre impegnate fu il Rovigo, che dovette affrontare il Treviso a Padova e si impose 6-3 ai tempi supplementari.
Fu il quarto scudetto, assoluto e consecutivo, per la formazione rodigina.
Si rese necessario uno spareggio anche per il posto utile per la salvezza tra le ultime due classificate, L’Aquila e Trieste: gli abruzzesi vinsero 6-0 l'incontro di andata e si aggiudicarono la permanenza in serie A, perché i giuliani rinunciarono a disputare l'incontro di ritorno.

## Squadre partecipanti
- L’Aquila
- Amatori Milano
- Brescia
- Rugby Milano
- Parma

- Petrarca (Padova)
- Rugby Roma
- Rovigo
- Treviso (sponsorizzata Garbuio)
- Trieste

## Risultati
|      | 1ª/10ª giornata        |      |
| ---- | ---------------------- | ---- |
| 6-3  | Amatori Milano - Parma | 3-8  |
| 24-0 | Rugby Roma - Trieste   | 0-6  |
| 0-3  | L'Aquila - Rovigo      | 0-3  |
| 6-0  | Treviso - Petrarca     | 11-6 |
| 3-5  | Brescia - Milano       | 3-6  |
|      |                        |      |

|      | 4ª/13ª giornata         |      |
| ---- | ----------------------- | ---- |
| 0-0  | Milano - Amatori Milano | 6-0  |
| 6-0  | L'Aquila - Rugby Roma   | 3-9  |
| 6-6  | Brescia - Treviso       | 0-22 |
| 16-0 | Rovigo - Parma          | 5-0  |
| 0-5  | Trieste - Petrarca      | 3-12 |
|      |                         |      |

|     | 7ª/16ª giornata          |      |
| --- | ------------------------ | ---- |
| 3-9 | Brescia - Rovigo         | 3-9  |
| 9-0 | Milano - L'Aquila        | 8-6  |
| 0-0 | Parma - Treviso          | 5-6  |
| 6-9 | Rugby Roma - Petrarca    | 0-6  |
| 8-0 | Trieste - Amatori Milano | 11-9 |

|      | 2ª/11ª giornata           |      |
| ---- | ------------------------- | ---- |
| 9-6  | L'Aquila - Amatori Milano | 0-0  |
| 3-3  | Milano - Parma            | 3-6  |
| 13-0 | Rovigo - Petrarca         | 3-3  |
| 3-6  | Trieste - Treviso         | 3-22 |
| 3-3  | Rugby Roma - Brescia      | 0-3  |
|      |                           |      |

|      | 5ª/14ª giornata          |      |
| ---- | ------------------------ | ---- |
| 0-3  | Treviso - Rovigo         | 8-0  |
| 6-0  | Amatori Milano - Brescia | 22-9 |
| 11-5 | Rugby Roma - Milano      | 0-9  |
| 3-13 | Petrarca - Parma         | 6-3  |
| 3-0  | Trieste - L'Aquila       | 0-6  |
|      |                          |      |

|      | 8ª/17ª giornata          |      |
| ---- | ------------------------ | ---- |
| 3-0  | Brescia - Trieste        | 3-3  |
| 3-6  | Milano - Rovigo          | 8-12 |
| 3-0  | Parma - Rugby Roma       | 0-3  |
| 3-0  | Petrarca - L'Aquila      | 6-11 |
| 12-0 | Treviso - Amatori Milano | 14-6 |

|      | 3ª/11ª giornata         |      |
| ---- | ----------------------- | ---- |
| 8-3  | Amatori Milano - Rovigo | 3-3  |
| 11-0 | Brescia - L'Aquila      | 6-0  |
| 6-9  | Parma - Trieste         | 17-6 |
| 13-5 | Petrarca - Milano       | 0-3  |
| 9-0  | Treviso - Rugby Roma    | 3-6  |
|      |                         |      |

|      | 6ª/15ª giornata           |      |
| ---- | ------------------------- | ---- |
| 6-3  | Milano - Trieste          | 3-3  |
| 12-3 | L'Aquila - Treviso        | 0-23 |
| 13-8 | Parma - Brescia           | 18-3 |
| 19-6 | Petrarca - Amatori Milano | 3-5  |
| 9-3  | Rovigo - Rugby Roma       | 3-3  |
|      |                           |      |

|       | 9ª/18ª giornata             |      |
| ----- | --------------------------- | ---- |
| 3-5   | Amatori Milano - Rugby Roma | 6-13 |
| 3-8   | L'Aquila - Parma            | 3-0  |
| 3-3   | Petrarca - Brescia          | 3-6  |
| 6-5   | Rovigo - Trieste            | 6-6  |
| 12-11 | Treviso - Milano            | 15-3 |

### Spareggio per il 1º posto
| Arbitro: | Luigi Lena (Bologna) |

|                |      |               |
| Cecchetto 20’  | mt   |               |
| Baratella 130’ | c.p. |               |
|                | drop | 71’ Zucchello |

### Spareggio per il 9º posto
| L'Aquila | L’Aquila | 6 – 0 | Trieste | Stadio Tommaso Fattori |

## Classifica
|               |     | Squadra        | G  | V  | N | P  | PF  | PS  | Pt |
| ------------- | --- | -------------- | -- | -- | - | -- | --- | --- | -- |
|               | 1.  | Rovigo         | 18 | 12 | 4 | 2  | 112 | 56  | 28 |
|               | 2.  | Treviso        | 18 | 13 | 2 | 3  | 178 | 64  | 28 |
|               | 3.  | Rugby Milano   | 18 | 8  | 3 | 7  | 96  | 96  | 19 |
|               | 4.  | Parma          | 18 | 8  | 2 | 8  | 106 | 86  | 18 |
|               | 5.  | Petrarca       | 18 | 8  | 2 | 8  | 100 | 97  | 18 |
|               | 6.  | Rugby Roma     | 18 | 7  | 2 | 9  | 86  | 86  | 14 |
|               | 7.  | Brescia        | 18 | 5  | 4 | 9  | 76  | 128 | 14 |
|               | 8.  | Amatori Milano | 18 | 5  | 3 | 10 | 89  | 126 | 13 |
|               | 9.  | L’Aquila       | 18 | 6  | 1 | 11 | 59  | 101 | 12 |
| Retrocessione | 10. | Trieste        | 18 | 5  | 3 | 10 | 72  | 134 | 12 |

## Verdetti
- Rovigo: campione d'Italia
- Trieste: retrocessa in serie B